# Línea 125 (Rosario)
Línea 125 fue una línea de transporte urbano de pasajeros de la ciudad de Rosario, Argentina. El servicio fue operado por la empresa Rosario Bus. Actualmente el itinerario se encuentra parcialmente cubierto por Línea 133 125 desde la declaración de emergencia ocasionada por la pandemia.
Anteriormente el servicio de la línea 125 era prestado desde sus orígenes y bajo la denominación de línea 201 por la Cooperativa Obrera 20 de Junio Limitada, luego por Empresa 20 de Junio SRL (cambiando en 1986 su denominación a línea 125), Transportes General Manuel Belgrano SA, y finalmente Rosario Bus.

## Recorridos

### 125
Servicio diurno y nocturno.
|  | STR+l | STR+r |  |

| CONTf | BHF | STR |  |

|  | STR | BHF | CONTg |

| CONTf | BHF | STR |  |

| CONTf | BHF | STR |  |

|  | STR | BHF | CONTg |

| CONTf | BHF | STR |  |

| CONTf | BHF | STR |  |

|  | STRl | ABZg+r |  |

|  |  | BHF |

|  |  | BHF |

|  |  | BHF |

|  | STR+l | ABZgr |  |

| CONTf | BHF | STR | CONTg |

|  | STRl | ABZg+r |  |

|  |  | BHF |

|  |  | BHF |

|  |  | BHF |

|  |  | STR+lBUEq |

|  |  | BHF |

|  |  | BHF |

|  |  | BHF |

|  |  | BHF |

|  |  | KBHFe |